# Hodynie
Hodynie (ukr. Годині) – wieś na Ukrainie, w rejonie jaworowskim (do 2020 roku w rejonie mościskim) obwodu lwowskiego. Wieś liczy 1022 mieszkańców.
Wieś starostwa przemyskiego w drugiej połowie XVI wieku, położone były na przełomie XVI i XVII wieku w ziemi przemyskiej województwa ruskiego. 
W II Rzeczypospolitej do 1934 samodzielna gmina jednostkowa. Następnie należała do zbiorowej wiejskiej gminy Mościska w powiecie mościskim w woj. lwowskim. Po wojnie wieś weszła w struktury administracyjne Związku Radzieckiego.

## Zabytki
- zamek[4]